# Nudo (isola)
Nudo o Golaz (in croato Golac) è un isolotto disabitato della Croazia situato nel mare Adriatico a nord dell'isola Lunga; fa parte dell'arcipelago zaratino. Amministrativamente appartiene al comune di Sale, nella regione zaratina.

## Geografia
Nudo si trova al centro dell'ingresso occidentale del canale di Settebocche o Passo di Settebocche (chiamato in croato prolaz Maknare). L'isolotto è situato tra punta Banastra (rt Bonaster) la punta sud-occidentale di Melada e punta Borio o Boria (rt Barja), l'estremità settentrionale dell'isola Lunga, alla distanza rispettivamente di 1,2 e 1,3 km.
Il canale di Settebocche, che ha un andamento est-ovest, mette in comunicazione il mare aperto con il mare di Puntadura (Virsko more) e separa l'isola di Melada da tutte le isole più a sud (isola Lunga, Sferinaz, Ton Grande e Sestrugno). A est di Nudo, il tratto di mare che è compreso fra le suddette isole si chiama in croato Sedmovraće o Sedmoro Usta, e cioè "sette bocche", poiché tanti sono i passaggi fra le varie isole. Tra Nudo e punta Borio si trova l'isolotto Bastiago e assieme costituiscono il naturale proseguimento dell'isola Lunga.
Nudo ha una superficie di 0,064 km², una costa lunga 1,04 km e un'altezza di 32,5 m; sul lato settentrionale dell'isolotto c'è un faro.

### Isole adiacenti
- Bastiago (Bršćak), a sud-est, alla distanza di 460 m.

### Cartografia
- (HR) Mappa topografica della Croazia 1:25000, su preglednik.arkod.hr. URL consultato il 23 ottobre 2017.
- G. Giani, Carta prospettiva delle Comuni censuarie della Dalmazia, foglio 2, 1839. Fondo Miscellanea cartografica catastale, Archivio di Stato di Trieste.
- Carta di cabottaggio del mare Adriatico, foglio V, Milano, Istituto geografico militare, 1822-1824. URL consultato il 23 ottobre 2017 (archiviato dall'url originale il 23 agosto 2021).